# Санхонский договор
Санхонский договор (исп. Paz de Zanjón) — мирный договор, предусматривавший капитуляцию кубинских повстанцев перед испанскими войсками и положивший конец Десятилетней войне на Кубе (1868—1878). Договор ставил крест на двух главных целях восставших: независимости Кубы и отмене рабства.
Причин капитуляции было несколько; наиболее важными стали нарастающий регионализм в Освободительной Армии, небольшая поддержка со стороны эмигрантов, а также постоянные конфликты и разногласия между Палатой представителей, правительством и среди полевых командиров.
19 октября 1877 года был взят в плен дон Томас Эстрада Пальма, президент самопровозглашённой военной республики. По принятому закону его пост занял Франсиско Хавьер де Сеспедес, который, в свою очередь, был заменён генералом Висенте Гарсиа. В этих условиях военное руководство провинции Камагуэй предложило испанскому генералу Арсенио Мартинесу Кампосу заключить перемирие, имея целью перегруппировать войска и продолжать войну. Но в Палате представителей распространился скептицизм, и некоторые из её членов потеряли веру в торжество. Они инициировали отмену указа Споторно, запрещавшего любые переговоры с врагом, и 21 декабря на встрече с испанским командование было заключено перемирие.
После этих переговоров Висенте Гарсиа вступил в должность президента военной республики 15 января 1878 года. Он отправился в Камагуэй и 7 февраля провёл тайные переговоры с генералом Арсенио Мартинесом Кампосом, в ходе которых они договорились собрать консультативную ассамблею кубинского народа, с которой предстояло решить, будет ли принят мир без признания независимости. Большинство бойцов, разочаровавшись, решили приостановить военные действия. Палата представителей самораспустилась, не желая идти против конституции Гуаймаро, запрещавшей любые соглашения, не предусматривавшие независимость.
10 февраля 1878 года был подписан документ, в котором антииспанские повстанцы (мамбисес) принимали следующие условия:
- Безоговорочная капитуляция кубинских сил перед испанской армией;
- Содействие ослаблению и деморализации всех антииспанских сил на Кубе;
- Признание испанской администрации высшим органом власти на Кубе;
- Разрешение создавать политические партии — при условии, что те не станут бороться против испанской власти;
- Свобода только для тех рабов, которые сражались в рядах антииспанских сил;
- Свобода печати и собраний, если они не направлены против Испании.

Несмотря на сложившуюся ситуацию, генерал-майор Антонио Масео добился значительных успехов. Узнав о соглашении, Масео 15 марта 1878 года провёл переговоры с Мартинесом Кампосом. На этой встрече, известной как протест Барагуа, Антонио Масео сообщил испанскому генералу о своём несогласии с Санхонским договором и решении возобновления военных действий с 23 марта.